# 原中
原中（はらなか）は、福島県郡山市に所在する字である。郵便番号は963-8037。

## 地理
郡山市役所本庁所管地域である旧郡山地区に属し、住所としては「郡山市字原中」と表記される。下亀田とその飛地に南北を挟まれ、更に北西で富田町、南東で桑野とそれぞれ隣接する。東日本旅客鉄道（JR東日本）郡山駅西側市街地北西部に位置し、うねめ通り北側、国道49号東側の一角を範囲とする。全域が住宅地であり、隣接する下亀田との境界は民家敷地ごとに入組む箇所もみられる。開成に所在する郡山警察署開成山交番、および堂前町に所在する郡山消防署本署がそれぞれ管轄にあたる。

## 世帯数と人口
2024年1月1日現在の世帯数と人口は以下の通りである。
| 町丁 | 世帯数 | 人口  |
| ---- | ------ | ----- |
| 原中 | 69世帯 | 160人 |

## 小・中学校の学区
市立小・中学校に通う場合、学区は以下の通りとなる。
| 番地 | 小学校             | 中学校                 |
| ---- | ------------------ | ---------------------- |
| 全域 | 郡山市立大島小学校 | 郡山市立郡山第六中学校 |

※隣接する下亀田に準拠

## 交通

### 道路
域外南西側を国道49号が通る。

## 施設等
- 原中第二ちびっ子広場